# Quartiers de Maroua
Maroua est le chef-lieu de la région de l'Extrême-Nord du Cameroun et du département du Diamaré ; elle a été érigée en « Communauté urbaine de Maroua » en 2008. Avec ses 1 007 000 habitants, cette ville universitaire est l'une des cinq premières du Cameroun.

## Principaux quartiers

### Domayo
Domayo

### Hardéo
Hardéo

### Kongola Djiddéo
Kongola Djiddéo

### Djarengol
Djarengol

### Kodek
Kodek abrite une partie de l'université de Maroua.

### Kodek Djarengol
Kodek Djarengol

### Pallar
Pallar

### Zokok
Zokok

### Diguirwo
Diguirwo

### Djoulgouf
Djoulgouf abrite une partie de l'école normale supérieur de Maroua, notamment université de Maroua,.